# 8515 Corvan
8515 Corvan (1991 RJ) là một tiểu hành tinh vành đai chính được phát hiện ngày 4 tháng 9 năm 1991 bởi R. H. McNaught ở Siding Spring. Tiểu hành tinh được đặt tên theo tên Patrick Corvan, một nhà thiên văn học nghiệp dư.